# Aeroportul Plato
Aeroportul Plato (IATA: PLT, ICAO: SKPL) este un aeroport din Departamentul Magdalena, Columbia ce deservește zona Plato⁠(d).
Situat la o altitudine de 21 m, aeroportul dispune de o singură pistă.